# Мобіна Нематзаде
Мобіна Нематзаде (перс. مبینا نعمت‌زاده; 17 травня 2005) — іранська спортсменка з тхеквондо. Вона здобула бронзову медаль на Азійських іграх 2022 у ваговій категорії до 49 кг серед жінок. Нематзаде виборола олімпійську квоту на Азійському олімпійському кваліфікаційному турнірі в Тайані, Китай. Вона також здобула бронзову медаль у ваговій категорії до 49 кг на літніх Олімпійських іграх 2024 року в Парижі, Франція.

## Біографія та рання спортивна кар'єра
Мобіна Нематзаде народилася в спортивній родині. Її батько, Аббас Нематзаде, колишній член національної збірної з бодібілдингу, відіграв важливу роль у вихованні її пристрасті до спорту. Нематзаде почала займатися тхеквондо у віці шести років і швидко потрапила до юніорської збірної Тегерану. Через рік, змагаючись зі старшими суперницями, вона виграла національний чемпіонат. У віці 10 років її запросили до національної збірної, що стало рідкісним досягненням у такому виді спорту, як тхеквондо.

## Міжнародні досягнення
Перший міжнародний успіх прийшов до Нематзаде у 2017 році на чемпіонаті світу з тхеквондо серед юніорів у В'єтнамі, де вона завоювала золоту медаль. У 2019 році вона завоювала ще дві золоті медалі на чемпіонаті Азії серед юніорів з тхеквондо в Йорданії та чемпіонаті світу в Узбекистані, що зробило її найбільш титулованою спортсменкою з тхеквондо серед юніорів у світі.
Її успіх продовжився і в молодіжній категорії. У 2022 році вона виграла золоту медаль на молодіжному чемпіонаті Азії у В'єтнамі та ще одне золото на молодіжному чемпіонаті світу в Болгарії.

## Дебют у національній збірній
Завдяки своєму ранньому таланту та успіху Нематзаде запросили до національної збірної, де вона й далі досягала значних успіхів, попри свій юний вік. У 2022 році вона виграла срібну медаль на чемпіонаті Азії в Південній Кореї та золоту медаль на клубному чемпіонаті Азії в Тегерані. Крім того, вона завоювала бронзову медаль на Азійських іграх 2022 року в Ханчжоу. Серед інших визначних досягнень — золото та бронза на Кубку президента світу з тхеквондо, а також дві бронзові медалі на Гран-прі у Франції та Італії.

## Олімпійські ігри в Парижі 2024 року
Нематзаде дебютувала на Олімпійських іграх 2024 року в Парижі у віці 19 років. У першому колі вона перемогла Мішель Тау з Лесото і вийшла до чвертьфіналу. На цій стадії вона здобула перемогу над Адріану Сересо з Іспанії, яка виграла срібну медаль на Олімпійських іграх 2020 року в Токіо, і вийшла до півфіналу.
У півфіналі Нематзаде зустрілася зі срібною призеркою Чемпіонату світу 2022 року Ґо Цин з Китаю і після напруженої боротьби вийшла у фінал за бронзову медаль. Там вона зустрілася з Дуньєю Абуталеб із Саудівської Аравії, бронзовою призеркою чемпіонату світу 2022 року, і здобула перемогу, завоювавши бронзову олімпійську медаль.
Ця бронзова медаль стала другою олімпійською медаллю в історії іранського жіночого спорту після Кімії Алізаде і знаменує собою значне досягнення для Мобіни Нематзаде та іранського спорту.